# Yang Hyun-suk
Yang Hyun-suk (* 2. Dezember 1969 in Seoul) ist der Gründer von YG Entertainment.

## Biografie
Er wurde am 2. Dezember 1969 in Seoul geboren.

### Karriere
Von 1992 bis 1996 war er Mitglied der dreiköpfigen Musikgruppe Seo Taiji and Boys. 1997 gründete Yang Hyun-suk mit YG Entertainment sein eigenes Label mit Talentagentur. Er ist Juror in der Castingshow K-pop Star.

## Vermögen
Mit einem Privatvermögen von über 200 Millionen US-Dollar gehört Yang Hyun-suk zu den reichsten Südkoreanern in der Unterhaltungsindustrie. Allein 2012 hat sich sein Anteil an YG Entertainment von 173,6 Millionen US-Dollar auf 206,3 Millionen US-Dollar erhöht.